# Gare de Shin-Kamagaya
La gare de Shin-Kamagaya (新鎌ヶ谷駅, Shin-Kamagaya-eki) est une gare ferroviaire japonaise située à Kamagaya dans la préfecture de Chiba. Elle est gérée conjointement par les compagnies Keisei, Hokuso-Railway et Tōbu.

## Situation ferroviaire
La gare de Shin-Kamagaya est située au point kilométrique (PK) 53,3 de la ligne Tōbu Urban Park, au PK de la 12,1 de la ligne Keisei Matsudo et au PK 12,7 des lignes Keisei Aéroport de Narita et Hokusō.

## Histoire
La gare a été inaugurée le 31 mars 1991 sur la ligne Hokusō. La partie Shin-Keisei ouvre le 8 juillet 1992 et la partie Tōbu le 25 novembre 1999.
La ligne Hokusō fut bâtie dès le début sur viaduc. La ligne Shin-keisei était au niveau du sol auparavant, et une rampe à 2 voies permettait de relier la ligne Hokusō a la ligne Shin-kesei. C'est du au fait que le ligne Hokuso n'était pas terminée vers l'ouest et la gare de Keisei takasago.Au début, les trains Hokusō passaient par la Shin kesei puis la ligne JR Jōban pour atteindre Tōkyō.La ligne Hokuso fut terminée durant les années 90 et la rampe fut démantelée début 2003 .Des restes sont visibles de nos jours.
La gare de Tōbu fut tardive (en 1999) ,du fait de la réticence de la compagnie pour bâtir une gare a ses frais. La gare de la Tōbu fut bâtie sur des fonds issus de la municipalité et de la compagnie qui en profitât pour passer a double voie la Ligne Tōbu Urban Park depuis son terminus sud de Funabashi à Kashiwa
La ligne Shin-Keisei fut surélevée sur viaduc entre 2014 et 2019.
En date de 2024 la dernière phase des travaux est la construction d'un centre commercial géré par le groupe Keisei, accolée à la gare Keisei, coté sud avec accès direct a la dite gare. L'ensemble aura des restaurants et autres magasins sur la partie inférieure et des bureaux sur la partie supérieure (bâtiment de 7 étages) 
Il est également construit, collé au centre commercial et aux voies, deux immeubles de copropriété (Condominium) de 13 et 5 étages.
Il y aura un passage sous le centre commercial et le viaduc accessible a tous (gratuit donc pas de lignes de contrôle) et une place devant. La zone desservie par 3 lignes sera bien différente de 1975 alors que les champs et la seule ligne de la Keisei était présente.
Le 1er avril 2025, la compagnie Shin-Keisei est absorbée par la Keisei et la ligne Shin-Keisei est renommée ligne Keisei Matsudo.

## Services aux voyageurs

### Accès et accueil
La gare dispose d'un bâtiment voyageurs, avec guichet, ouvert tous les jours.

### Desserte

#### Gare Hokusō et Keisei
La gare est une gare sur viaduc comprenant 4 voies entourant 2 quais centraux, permettant le passage de trains express dépassant les trains locaux. C'est la seule des trois lignes a posséder cette configuration, probablement du au fait que ce fut un terminus dans le passé. Elle est dimensionnée pour 10 voitures.

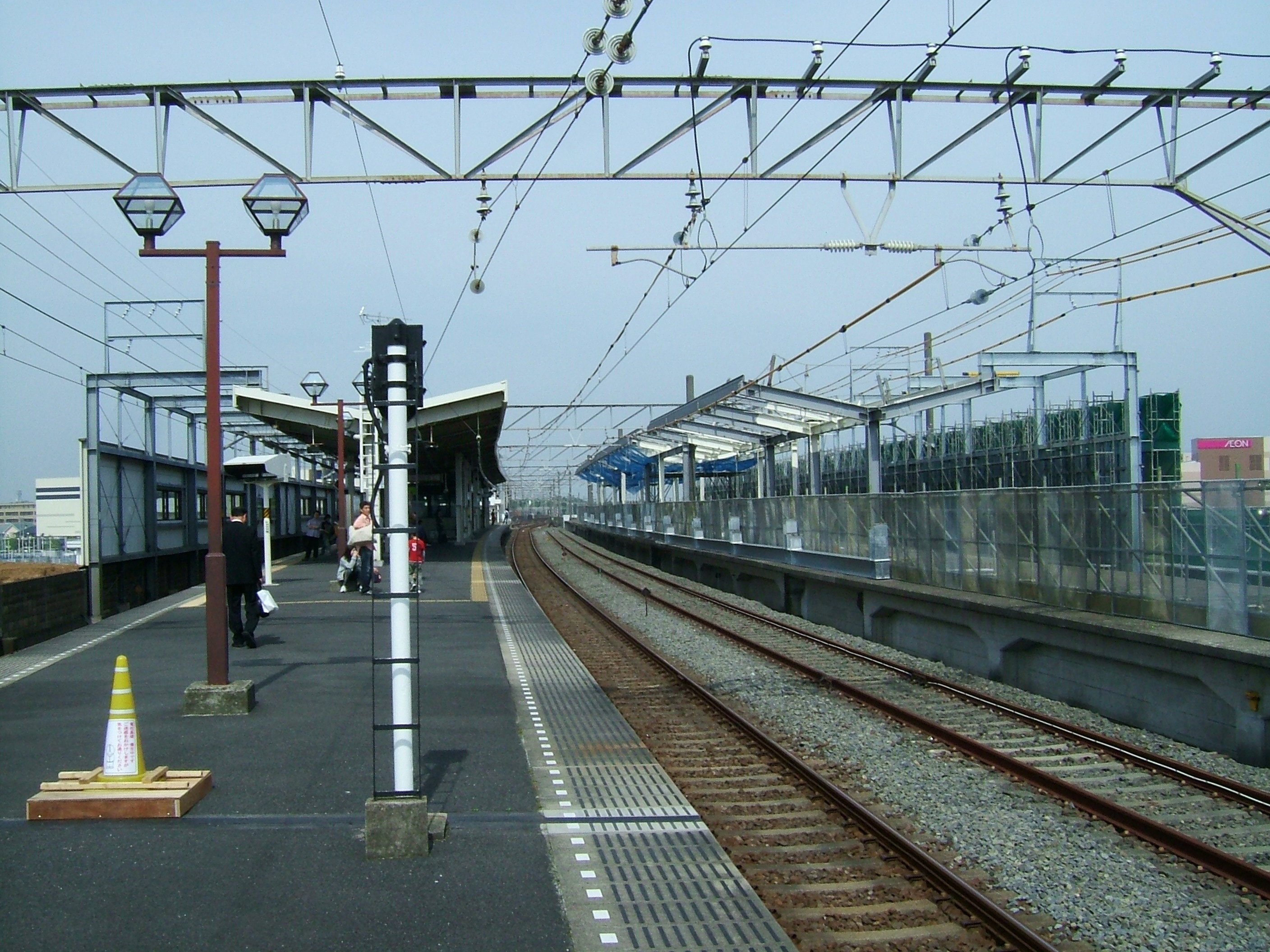
Vue des quais Keisei et Hokuso.

| 1・2 | HS Ligne Hokusō                    | HS Keisei Takasago KS via Ligne Keisei : Oshiage A via Ligne Toei Asakusa : Asakusa ・ Nihombashi ・ Sengakuji ・ Nishi-magome via la ligne Keikyū Aeroport et la ligne Keikyū : Shinagawa ・ Aéroport de Haneda ・ Yokohama |
| 1・2 | KS Ligne Keisei Aéroport de Narita | HS Keisei Takasago KS via Ligne Keisei : Keisei Ueno ・ Oshiage ・ Nippori via la ligne Keikyū Aeroport et la ligne Keikyū : Shinagawa ・ Aéroport de Haneda ・ Yokohama                                                     |
| 3・4 | HS Ligne Hokusō                    | Chiba New Town Chūō et Imba Nihon-Idai |
| 3・4 | KS Ligne Keisei Aéroport de Narita | Aéroport de Narita |

#### Gare Keisei Matsudo
La gare est surélevée sur viaduc avec 2 voies pour un quai central. Elle est dimensionnée pour 8 voitures.
| 1 | KS Ligne Keisei Matsudo | Keisei Tsudanuma |
| 2 | KS Ligne Keisei Matsudo | Matsudo          |

#### Tōbu
La gare Tobu Shin-Kamagaya est en tranchée passant perpendiculairement sous les voies des deux autres lignes. Elle est classique avec 2 voies entourées par deux quais de longueur pour 8 voitures.
| 1 | TD Ligne Urban Park : | Ōmiya ・ Kashiwa ・ Iwatsuki ・ Kasukabe |
| 2 | TD Ligne Urban Park : | Funabashi                                |